# نضير لكود
نضير لكود (1 يناير 1950) ممثل سوري.

## عن حياته
حاصل علي - دورة في النقد وفن التمثيل في دمشق. - عضو في نقابة الفنانين منذ عام 1993. من أعماله: * في المسـرح: «ماريانا - القاعدة والاستثناء - رؤى سيمون ماشار - الرجل الذي ضحك على الملائكة - الناس في السماء الثامنة - نداء الدم - المفتش العام - تألق ومصرع عامل - حكاية زهرة -زهر الصبار - كرنفال الأشباح - موتى بلا قبور - ثورة الزنج - شهداء 6 تشرين - ولا العفاريت الزرق - الاختراق - ثمن الحرية - مهاجر بريسبان-...». أشارك في دبلجة العديد من الأعمال الإيرانية منها، مسلسل«درجة تحت الصفر»، الذي يتناول حياة «الشاه» وتاريخة، بدور قائد استخبارات الشاه، ومسلسل كوميدي إيراني آخر مع المشرف «محمد دقاق»، وأشتركت في دبلجة المسلسل التركي «وادي الذئاب»، بدور «البارون الروسي»، وحاليأً أشارك في دبلجة مسلسل تركي آخرأسمه «العروس البيضاء»، كما شاركت في دبلجة الفيلم الأمريكي «الفيلق الأخير»، بدور قائد الفيلق الأخير، وفي دبلجة الفيلم الروماني «المصارع» بدور أحد أعضاء مجلس الشيوخ الروماني، «عدد قليل من الأعمال الإذاعية».- متزوج، عدد الأولاد "3".

## أعماله

### في المسلسلات
- كسر عضم
- البقعة السوداء
- مذنبون أبرياء
- جنان نسوان 2017
- طوق البنات 2
- باب الحارة 7 حاخام ناعوم
- حارة المشرقة
- وجوه وراء الوجوه
- الغربال
- زهرة النرجس
- أبناء القهر
- الشوكة السوداء
- اخوة التراب
- طرائف أبي دلامة
- خوخ ورمان
- يوميات مدير عام 1
- لغز الجريمة
- مسلسل الولادة من الخاصرة
- يوميات جميل وهناء

### سهرات تلفزيونية
- الحصان
- تراب الزريعة

## روابط خارجية
- نضير لكود على موقع قاعدة بيانات الأفلام العربية